# Mani (Peloponnes)

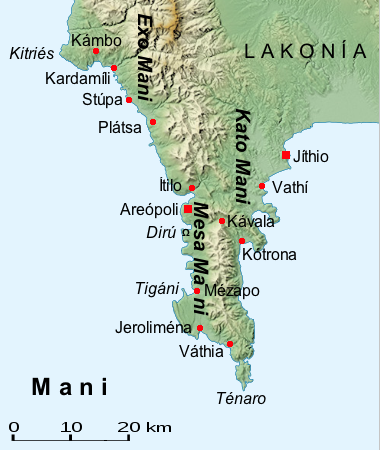
Die Halbinsel Mani auf der Peloponnes, der „Insel des Pelops“

Die Mani (griechisch Μάνη) ist ein Landstrich im Süden der griechischen Halbinsel Peloponnes – genauer deren „Mittelfinger“. Die Mani beginnt südlich der Stadt Kalamata und endet an der Spitze des Mittelfingers (Kap Tenaro, auch Kap Matapan genannt). Das Kap liegt südlicher als Tunis und ist nach Tarifa (Spanien) der südlichste Festland-Punkt Europas. Die Hauptorte der Mani sind Areopoli und Gythio.

## Lage und Gliederung

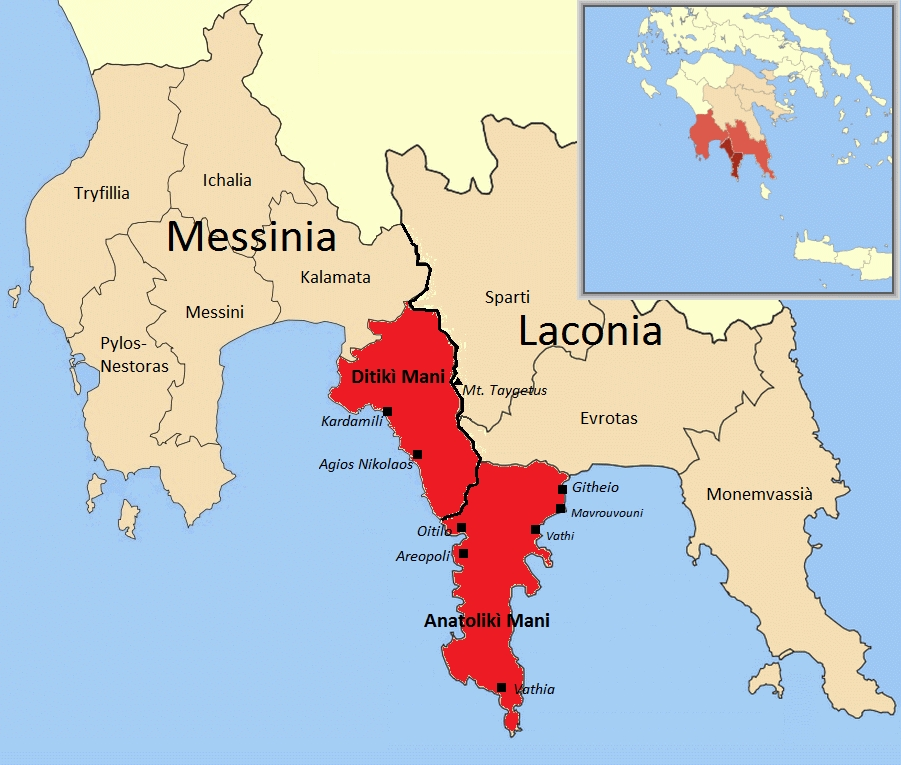
Lage der Gemeinden Dytiki Mani und Anatoliki Mani im Süden Griechenlands, bzw. der Peloponnes

Die Mani liegt im äußersten Süden Griechenlands und bildet die mittlere Halbinsel des Peloponnes, gelegen zwischen dem Lakonischen und dem Messenischen Golf. Dabei ist die räumliche Abgrenzung nicht scharf.
Die Mani wird in drei Bereiche unterteilt: die äußere Mani (Éxo Mani) etwas nördlich der Linie Gythio–Areópoli fast bis nach Kalamata, die hauptsächlich in der nordwestlich gelegenen Präfektur Messenien liegt, die innere Mani (Méssa Mani) südlich von Areópoli auf der westlichen Seite, sowie die östliche Mani (Kato Mani) mit dem Hauptort Gythio. Die beiden letztgenannten Teile liegen in der südöstlichen Präfektur Lakonien, ebenso wie Areópoli. Der Zugang zur Mesa Mani wird durch die Ruinen des Passawas-Schlosses markiert, das den Zugang zur inneren Mani kontrollierte.
Auf der (politischen) Gemeindeebene findet sich seit der Reform von 2010 eine Zweiteilung, nämlich um Dytiki Mani und Anatoliki Mani, um die westliche und die östliche Mani.

## Landschaft, Flora und Fauna

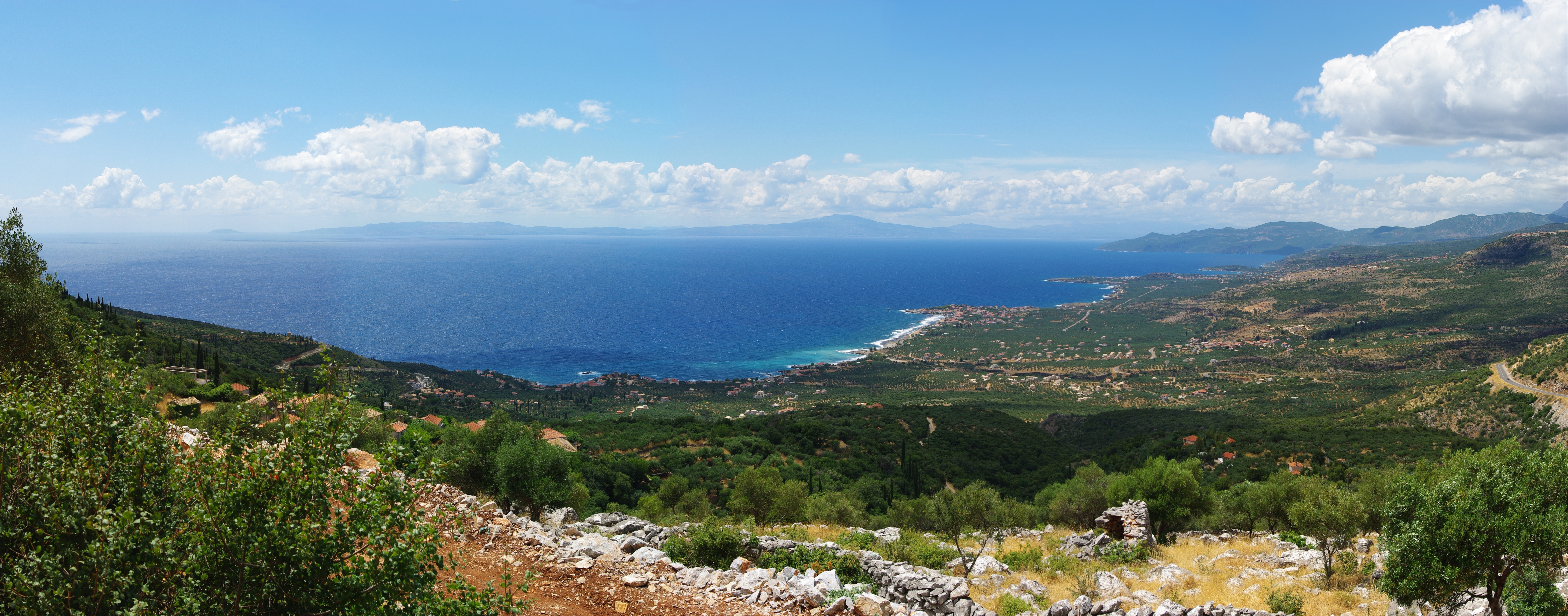
Panorama über den Messenischen Golf, aufgenommen oberhalb der Ortschaft Pigi, Exo Mani. In der Bildmitte (Ebene am Meer) liegen die Orte Agios Nikolaos und Stoupa

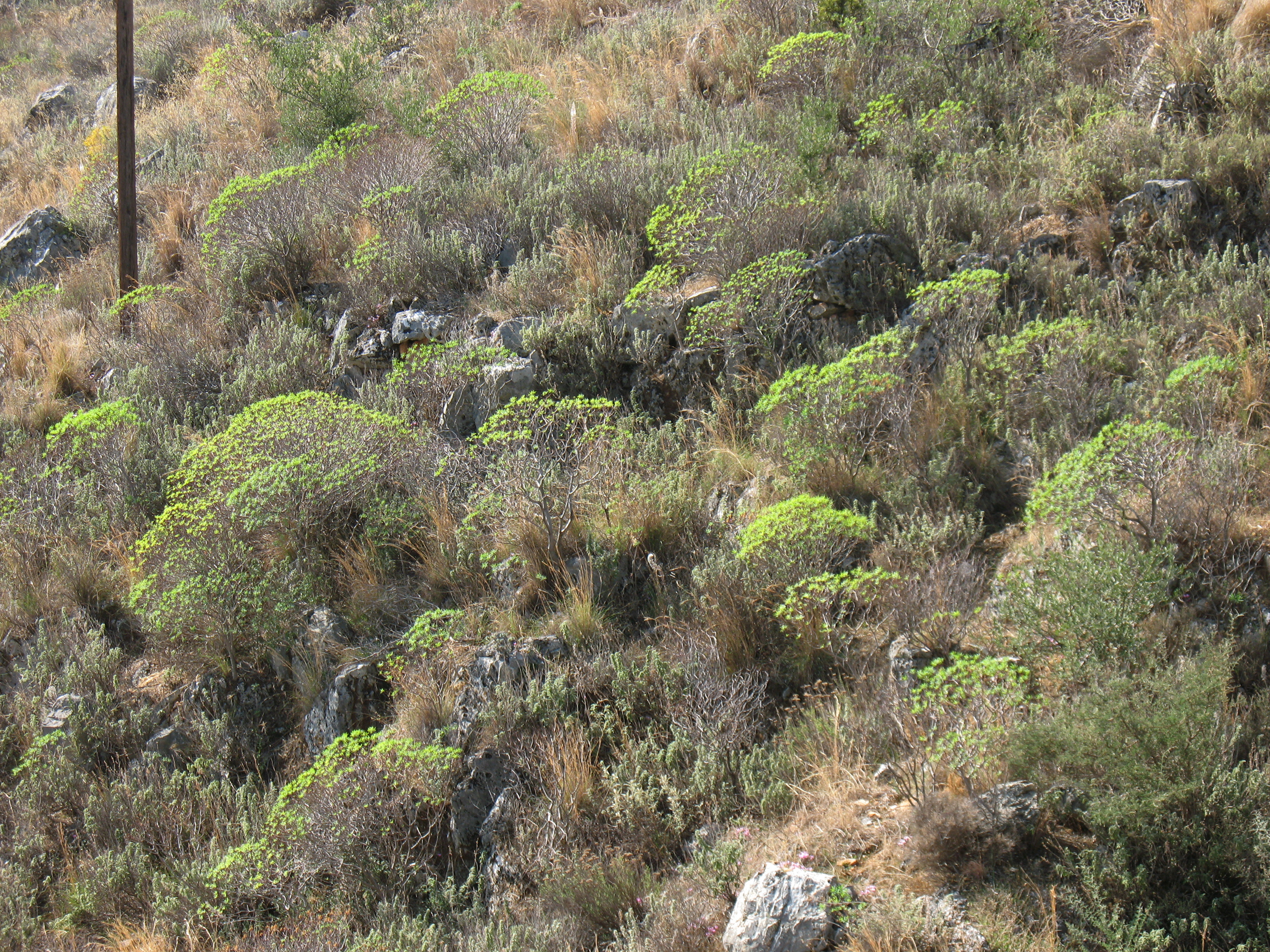
Baum-Wolfsmilch und Macchia, aufgenommen oberhalb einer Bucht im Süden der Mani

Die Landschaft ist stark vom Taygetos-Gebirge und dessen südlichsten Ausläufern geprägt, ebenso wie vom umgebenden Mittelmeer. Der höchste Gipfel der Mani und zugleich des Peloponnes ist der Profitis Ilias (auch Profitis Elias), auch Agios Elias genannt, der 2407 m über den Meeresspiegel aufragt. Eine Folge der großen Höhenunterschiede ist eine ausgeprägte Zertalung des von Brüchen zerhackten Gebirgskörpers und seines Vorlandes. Die mitunter reißenden Wasserläufe führen dennoch nur periodisch Wasser. Die Erosion löste das Gebirge weitgehend in einzelne Bergstöcke auf, deren Kette sich von Nordnordwest nach Südsüdost erstreckt, hinzu kommt das Quertal von Milea.
Der Nordteil weist einen schmalen Küstenstreifen und einen jähen Anstieg zur höheren Terrassenregion auf, der mittlere Bereich zwischen Neon Proastion und Agios Dimitrios besteht aus einer breiten, mitunter nach Osten ausgreifenden, vergleichsweise tief liegenden und ebenen Fläche, während der Südteil wieder einen schmalen Küstenstreifen vor dem deutlich höheren Bereich aufweist. Von Stoupa bis Agios Dimitrios bestehen recht ausgedehnte, flache Schwemmländer.
Die südliche Mani mit ihren zahlreichen endemischen Arten spielt im Netzwerk von Natura 2000 (Code GR2540008) eine wichtige Rolle. Das entsprechende Schutzgebiet umfasst eine Fläche von mehr als 535 km². Neben Landwirtschaftsflächen, Wäldern, Weiden, befinden sich im Gebiet mehr als 280 Dörfer und sonstige Siedlungen. Die meisten von ihnen sind allerdings verlassen.
Vorherrschend ist die Hartlaubvegetation, dann Weiden und Agrarland, insbesondere Olivenhaine, zudem in geringem Umfang Weinbaugebiete (unter 2 %). Im Norden hingegen, wo die natürlichen Bedingungen günstiger sind, besteht überwiegend eine Agrarlandschaft mit hohen Erträgen. Dort wurde mittels Trockenmauern, die bis zu 4 m hoch sein können, sowie Terrassen, schon früh eine Anpassung der Landschaft an die bäuerlichen Bedürfnisse in den häufig steilen Lagen erzielt. Die Wasserversorgung erfolgte überwiegend mittels Zisternen, die eine gewisse Sicherheit vor den zuweilen extremen Trockenphasen bieten. Dennoch musste 1961 die Bevölkerung mittels Schiffen mit Wasser versorgt werden. Fiel im April der Regen aus, führte dies zu Missernten, wie in den 1770er Jahren, als Getreide eingeführt werden musste, obwohl das Gebiet als autark galt. Durch menschliche Nutzung sind zudem die Wälder seit dem späten 19. Jahrhundert erheblich zurückgegangen, sie beschränken sich weitgehend auf den Norden. Dabei herrschte die Eichenart Quercus ithaburensis subsp. macrolepis vor, deren Eichelhüllen exportiert wurden, da sie zum Gerben genutzt wurden, dann die Kermeseiche; die Griechische Tanne hingegen kommt nur in höheren Lagen vor.
Entsprechend dem Naturraum, den die frühen Bauern bereits vorgefunden hatten, entwickelte sich die Nutzung in drei verschiedenen Zonen. Zum einen ist dies die östliche Küstenzone und die westliche Zone im Süden der Mani. Es zeigt ein „wildes“ Bild mit abgeholzten Bergen und sehr steilen Küsten. In den letzten Jahrzehnten ist es den Bewohnern gelungen, einige Olivenbäume anzupflanzen. Die Flora umfasst Arten von Sträuchern und Gestrüpp sowie Elemente der sand- und salzliebenden Vegetation. Schließlich werden in diesem Gebiet einige Johannisbrotbäume und Kaktusfeigen angebaut.
Das Gebiet zwischen Skoutari und Gythio ist hingegen recht fruchtbar. Dort bestehen Eichenwälder und eine allgemein üppige Vegetation. Vor allem um Mavrovounio werden Baumwolle, Getreide und Wassermelonen angebaut, außerdem Wein, Zitrusfrüchte und Oliven in großen Mengen geerntet. 1961 galt die Mani als eines der wichtigsten Olivenanbaugebiete Griechenlands, obwohl deren Anbau wohl erst wieder nach der Mitte des 19. Jahrhunderts begann. Hingegen war die Olive im 15. Jahrhundert weit verbreitet.
Das nördlichste Gebiet ist ebenfalls sehr fruchtbar, vor allem in den Ebenen. Im Taygetos gibt es dichte Wälder mit reichlich Tannen und Kiefern. In diesem Gebiet, insbesondere in der subalpinen Zone, gibt es eine reiche Vegetation mit Buschwerk.
Die wichtigsten Tierarten sind die Vögel – wandernde Greifvögel und Sperlingsvögel. Sieben von einundzwanzig europäischen Arten, die sich ausschließlich im Mittelmeerraum fortpflanzen, brüten in diesem Gebiet. Die Bestände einiger Vogelarten sind allerdings zurückgegangen, was möglicherweise mit Straßenbau und Hausbau zusammenhängt.
Eine wichtige Säugetierart ist der Goldschakal, der allerdings häufig vergiftet wird. Dieser Canide wurde nicht in das Gesetz eingeschlossen, das das Vergiften von Füchsen und Wölfen seit 1980 verbietet. Wo keine Schakale existieren, vermehren sich die Bestände der Füchse.
Der Bestand an Haustieren ist gleichfalls für peloponnesische Verhältnisse seit langer Zeit eher gering. So zählte man 1961 nur 17.880 Ziegen und 17.844 Schafe. Hingegen war Weidewirtschaft in der Antike sehr viel weiter verbreitet.

## Geschichte

### Urgeschichte

#### Neandertaler, mindestens 170.000 Jahre, vielleicht früherHomo sapiens
Als älteste Fundstätte auf der Peloponnes und zugleich Griechenlands gilt mit rund 700.000 Jahren Marathousa 1 bei Megalopoli. Die Homininen hielten sich an einem Seeufer auf. Neben einem Makaken fand man die Überreste von Elefanten, Flusspferden und Nashörnern, aber auch die einer ausgestorbenen Riesenhirschart.
In Höhle A der insgesamt fünf Apidima-Höhlen (A–E) in einer Steilwand wurden zwischen 1978 und 1985 ebenfalls Ausgrabungen vorgenommen. Fragmente zweier menschliche Schädel (Apidima 1 und 2) wurden 2019 mittels virtueller Rekonstruktionen ihrer Schädelformen dem Homo sapiens und dem Neandertaler zugeordnet, wobei Apidima 1 auf ein Alter von 210.000 Jahren datiert wurde, der Neandertalerschädel Apidima 2 auf 170.000 Jahre. Allerdings wurden nach Veröffentlichung der Rekonstruktion des Homo-Sapiens-Schädels fachliche Zweifel publiziert, zumal die bisherigen Datierungsmethoden ein gewaltiges Altersspektrum von 300.000 bis 40.000 Jahren für Apidima 1 ergaben. Höhle A liegt nur 4 m über dem heutigen Meeresspiegel.

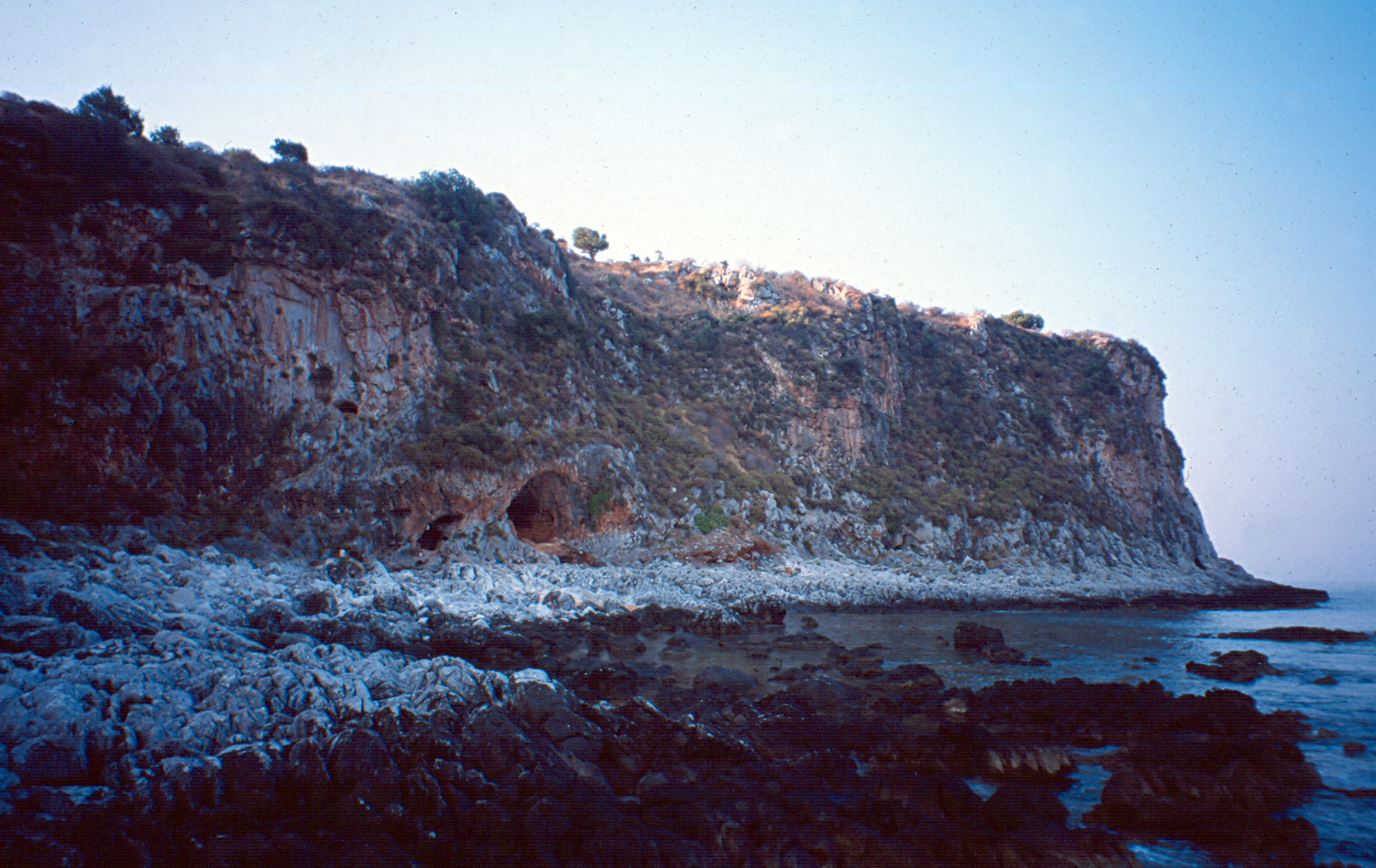
Eingang zur Kalamakia-Höhle

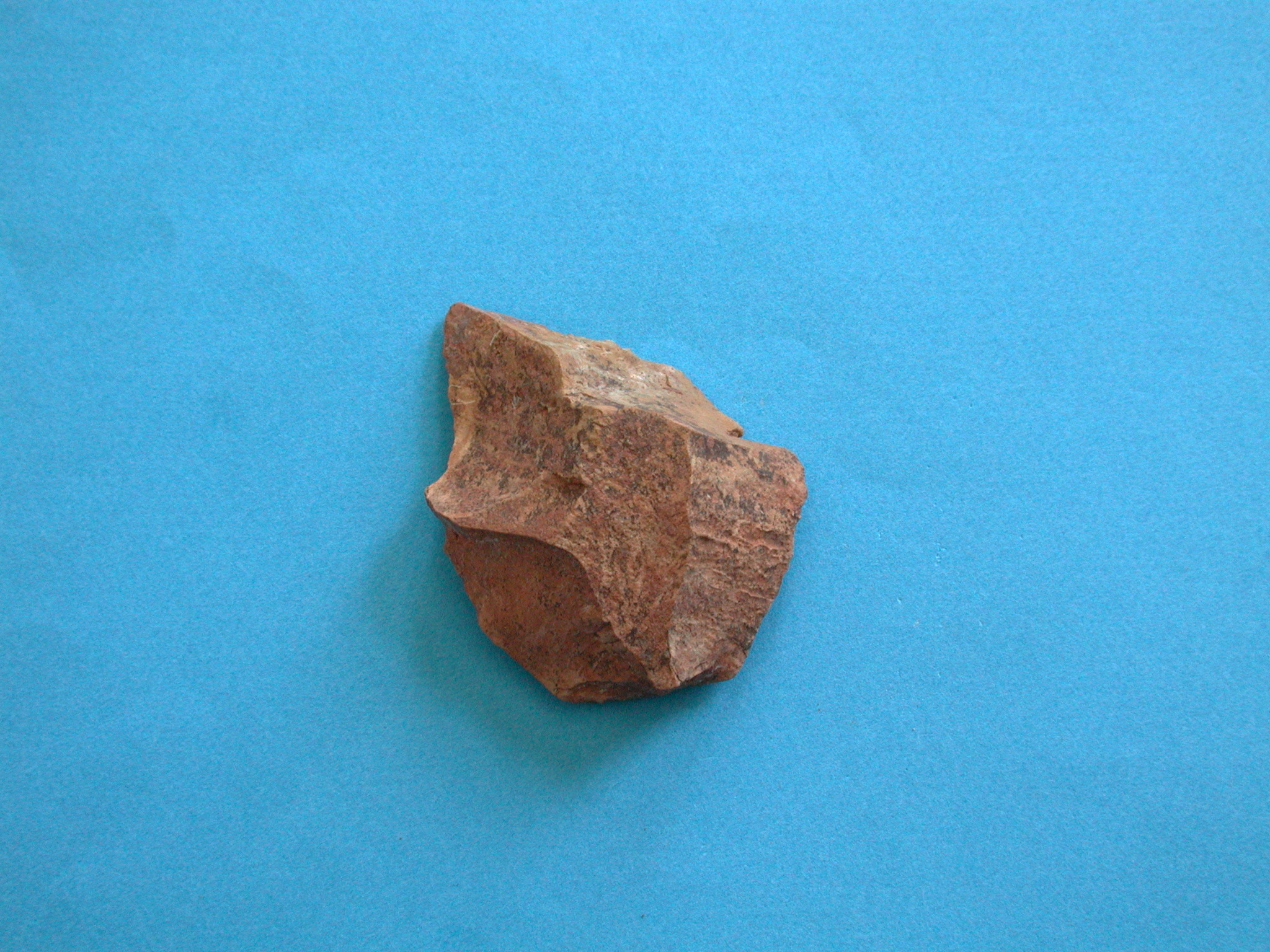
Artefakt aus der Kalamakia-Höhle

Neandertalerfunde barg auch die an der Westküste der Mani, etwa 2,5 km nordwestlich von Areopoli gelegene Kalamakia-Höhle aus dem Mittelpaläolithikum, die etwa 10 m über dem heutigen Meeresspiegel liegt. Die Fundstätte ließ sich auf die Zeit zwischen 100.000 und nach 39.000 BP, ins Moustérien datieren. Die menschlichen Überreste bestanden in zehn Zähnen, einem Schädelfragment und drei weiteren postcranialen Elementen von mindestens acht Individuen. Zusammen mit den Funden von Lakonis (späte Neandertalerfunde) und Apidima gelten sie als Beleg für eine starke Neandertalerbesiedlung der Halbinsel. Die Rohmaterialien mussten von verhältnismäßig weit entfernten Stätten beschafft werden, so dass die Kerne fast gänzlich aufgebraucht wurden. Levalloisklingen sind sehr selten. Das milde Klima bot der Jagdbeute ein reiches Refugium, wie etwa Wildschweinen und Hirschen. Insgesamt ließen sich 17 größere Säugetierarten nachweisen, bei Weitem am häufigsten der Fuchs. Auch Schildkröten, vor allem Breitrand- und in geringerem Maße Griechische Landschildkröte, spielten eine Rolle.

#### Jungpaläolithikum und Mesolithikum
Weitere, diesmal jungpaläolithische Schädelfunde in den Höhlen stammen womöglich aus dem Aurignacien, wobei Apidima 3 aus Höhle C auf ein Alter von etwa 30.000 Jahren datiert wurde. Möglicherweise handelte es sich um eine ungewöhnlich alte Grabstätte, wenn dies bestätigt werden sollte, sogar die älteste Europas. Es handelt sich wohl um eine junge Frau, die beigesetzt wurde. Um sie herum wurden durchbohrte Schneckenhäuser der Nassariidae-Art Nassa neritea nachgewiesen, wohl Überreste von Schmuck. Jüngere Untersuchungen lassen zwar die Datierung ins Jungpaläolithikum als gesichert erscheinen, die Datierung in den Beginn dieser Epoche, ins Aurignacien, müsste jedoch erst durch weitere Forschung erwiesen werden.
Nach der maximalen Ausdehnung der Gletscher während der letzten Kaltzeit, die auch in der Mani zugleich eine ausgeprägte Trockenzeit war, stieg die Temperatur gegen 16.000 v. Chr. wieder an, jedoch blieb das Land noch lange Zeit trocken. Um 10.000 v. Chr. gelangte Obsidian von der Insel Melos in die Franchthihöhle, die etwa von 30.000 bis 3000 v. Chr. aufgesucht wurde.
Der Meeresspiegel stieg um mehr als 100 m an, die auf große Grasflächen angewiesenen Herden verschwanden. Die Bewohner der Mani verlegten sich auf Wildziegen, Hirsche, Schweine und Hasen, aber auch Vögel und vor allem Fischfang. In Franchthi wurden die Toten nahe den Lebenden beigesetzt. Dabei kam zunehmend Ocker in Gebrauch sowie persönlicher Schmuck. Die Menschen lebten in einem Netzwerk von zusammenhängenden Lagern. Mesolithische Funde in der Klissoura-Höhle lassen die veränderte Lebensweise dieser späten Jäger, Sammler und Fischer erkennen. Dieser Prozess führte zugleich zu gesicherteren Verhältnissen.

#### Neolithikum (6000–3200 v. Chr.), Bronzezeit
Die früheste bäuerliche Zuwanderung auf die Peloponnes fand aus Anatolien statt. In Lakonien ließen sich kleinräumigere Tauschnetze für Keramik belegen, was für eine größere Spezialisierung spricht. In der frühen Bronzezeit bestanden Tausch- und Handelskontakte im gesamten ägäischen Raum.
Unklar ist, ob die Mykener Nachkommen der frühen Bevölkerung waren, oder ob sie von Norden um 2200 v. Chr. zugewandert sind. Ebenso wenig ist geklärt, wie die dorische Wanderung verlief, die zu Anfang des 1. Jahrtausends v. Chr. stattfand. Im Frühmittelalter kam es zu einer Zuwanderung von Slawen, die sich etwa in der südlichen Mani niederließen, und dort noch im Spätmittelalter nachweisbar sind. Genetisch betrachtet stammen die heutigen Peloponnesier weder von den Dorern ab, noch von den Slawen, wie seit etwa 1830 behauptet. Im Gegenteil kam es zu einer starken Vermischung, wobei genetisch vor allem Sizilianer und Italiener dominieren. Der slawische Anteil variiert lediglich zwischen 0,2 und 14,4 %. Allerdings unterscheiden sich die Bewohner der Mani von allen anderen Gruppen auf der Fastinsel. Diese haben lange einen dorischen Dialekt gesprochen, der für die Nachbarn schwer verständlich war. Die nicht unerheblichen genetischen Unterschiede zu den anderen Peloponnesiern lassen sich leicht aus der Isolation erklären, in der die Bewohner der Mani über lange Zeit lebten.
Wie für die vorhergehenden Epochen, so sind auch für das Neolithikum Höhlenfunde von zentraler Bedeutung. In der zwischen 1970 und 2006 ausgegrabenen, überaus reichen Alepotrypa-Höhle an der Diros-Bucht in Lakonien fanden sich Artefakte aus dieser frühesten bäuerlichen Kultur. Dabei ließ sich belegen, dass das Gebiet Siedlungsreste, Gräber und zeremonielle Stätten aus der Zeit zwischen 6000 und 3200 v. Chr. aufwies.
Die ältesten Funde stammen von der Insel Marathonisi bei Gythio. Dort wurden bronzezeitliche Scherben entdeckt, deren älteste in das Frühhelladikum datieren. Die Siedlung umfasste während der Mykenischen Palastzeit (Späthelladikum III) etwa die Hälfte der Insel und war somit ein recht bedeutender Ort. Auf dem südlich von Gythio gelegenen Berg Mavrovouni wurden zudem mykenische Grabkammern entdeckt und die Überreste einer Tholos. Diese und andere Funde in der näheren Umgebung deuten auf ein mykenisches Zentrum hin. Am Ende der Bronzezeit wurde die Siedlung auf der Insel aufgegeben.

### Eisenzeit, Antike

Griechische Dialekte

Ältere Mutmaßungen, nach denen um 2000, 1600 und 1200 v. Chr. großflächige Invasionen stattgefunden haben, sind inzwischen obsolet. Eher diskutiert wird der Bruch am Ende des Frühhelladikums II um 2300/2200 v. Chr., vielfach in Verbindung mit der Annahme einer nomadischen Kurganpopulation, die über Anatolien oder Makedonien nach Griechenland gewandert sei. Überlegungen zur Verteilung der griechischen Dialekte zeigen, dass es infolge innerer Wirren um 1100 vielerorts zur Aufgabe der Sesshaftigkeit und zeitweiliger Renomadisierung gekommen sein könnte. Die Dorer verdrängten offenbar griechischsprachige Bevölkerungen des Festlands auf die Inseln und nach Westanatolien, so dass bei Beginn der dichteren schriftlichen Überlieferung im Norden Äoler, in der Mitte Ionier und im Süden und auf Kreta Dorer anzutreffen waren. Eine Zuwanderung der Dorer in mehreren Schüben um 1000 v. Chr. wird angenommen. Ob die Gruppen, die im 10. Jahrhundert um Sparta lebten, von Anfang an eine Handlungsgemeinschaft bildeten, ist ungewiss. Vermutlich bewährten sich einzelne Krieger als Führungskräfte, die den Kern einer Oberschicht bildeten. Dabei setzten sich wohl zwei Familien durch, die am Anfang des spartanischen Doppelkönigtums standen. Zwischen den Freien und Sklaven gab es die Bewohner großer Gebiete, die insgesamt als douloi bezeichnet wurden. Zu ihnen zählten die Heloten Spartas. Sie waren an die Scholle gebunden und wurden als zahlenmäßig größte Bevölkerungsgruppe der „öffentlichen Sklaven“ angesehen. Sie waren an ihrer Kleidung erkennbar. Sparta dürfte Südlakonien erst sehr viel später annektiert haben, jedenfalls war das Gebiet in der Zuwanderungsphase zu dünn besiedelt, ebenso wie Sparta selbst. Mitte des 10. Jahrhunderts verbanden sich wohl fünf Zentren um Sparta. Vor dem 8. Jahrhundert konnten einzelne Führer bereits Getreue für Raub und Plünderung um sich scharen. Die Bewohner der unterworfenen Gebiete wurden zwar gleichfalls Lakedämonier, doch galten sie als minderberechtigte Periöken, als „Umwohnende“. Andere wurden zu rechtlosen Heloten, die nichts als Abgaben für das Land, das sie bearbeiteten, an die jeweiligen neuen Herren zu liefern hatten. Sie wurden nicht außerhalb Spartas verkauft.
Münzfunde belegen, dass es an einigen Orten eine erhebliche Siedlungskontinuität gab. So war das antike Gythium, die bedeutendste Stadt der Mani, mindestens bis in die Zeit Konstantins des Großen besiedelt. Kaenopolis existierte mindestens bis ins 6. Jahrhundert, denn es wird von Prokop erwähnt.

### Frühmittelalter: Slawen
Während im 2. Jahrhundert die meisten Siedlungen im Nordosten bestanden, lag der Schwerpunkt der Besiedlung im frühen 7. Jahrhundert im Südwesten. Obwohl es an befestigten Orten schon viel früher einzelne Kirchen gab, fasste das Christentum erst im 9. Jahrhundert richtig Fuß, als zahlreiche Kirchen gebaut und mit zum Teil noch heute erhaltenen Fresken geschmückt wurden. Die ältesten datierten Kirchen stammen aus dem 5. und 6. Jahrhundert.
Wohl im 8. Jahrhundert kam es zur Ansiedlung slawischer Gruppen auf der Mani. Deren Siedlungen lassen sich anhand von Ortsnamen identifizieren. Spätere Quellen nennen sie noch bis weit in die Neuzeit.

### Mythos

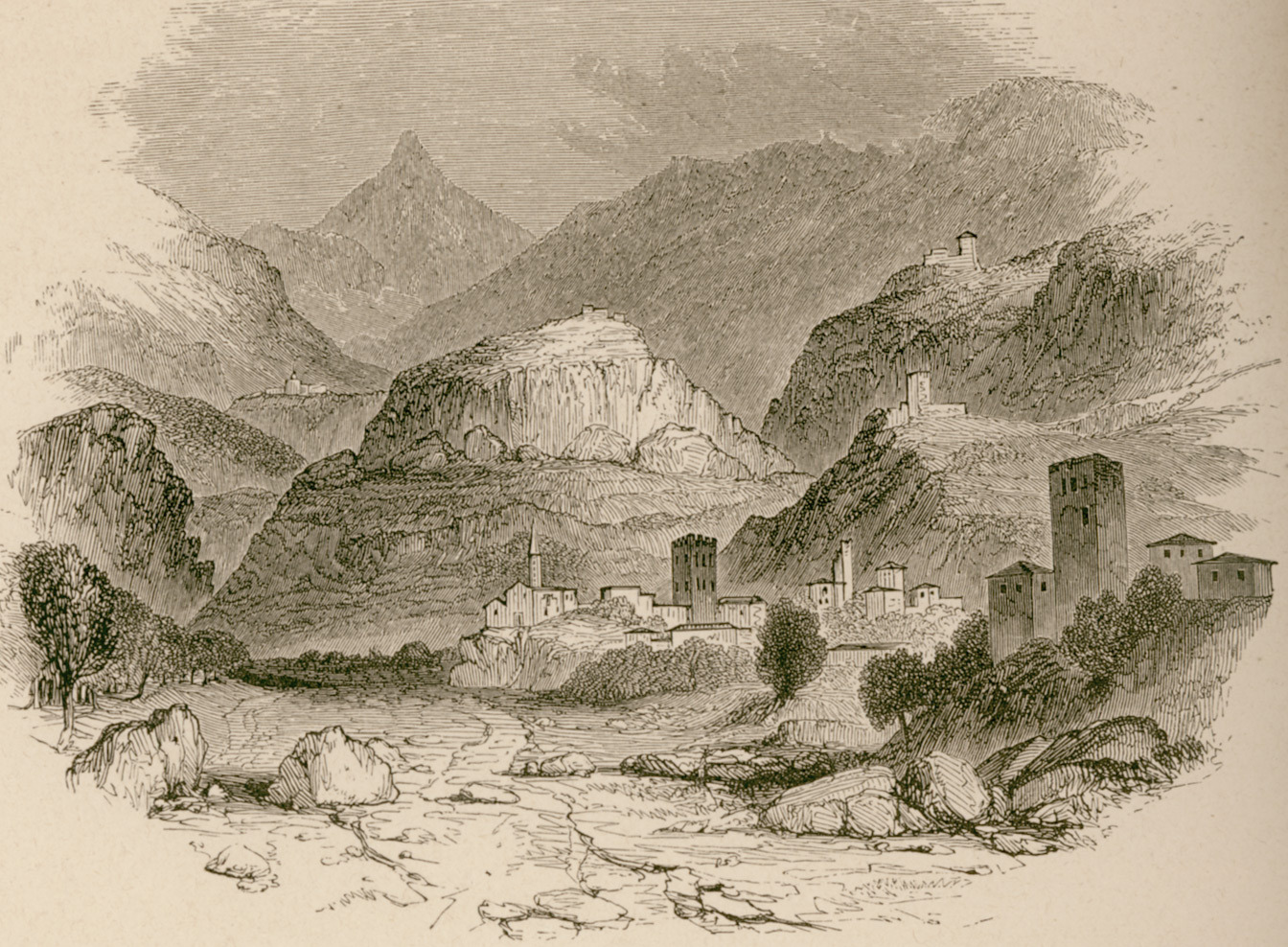
Cardamyle in Christopher Wordsworth: Greece Pictorial, Descriptive, & Historical, and a History of the Characteristics of Greek Art, London 1882, S. 419

Verwaltungsgliederung Griechenlands im Jahr 1833

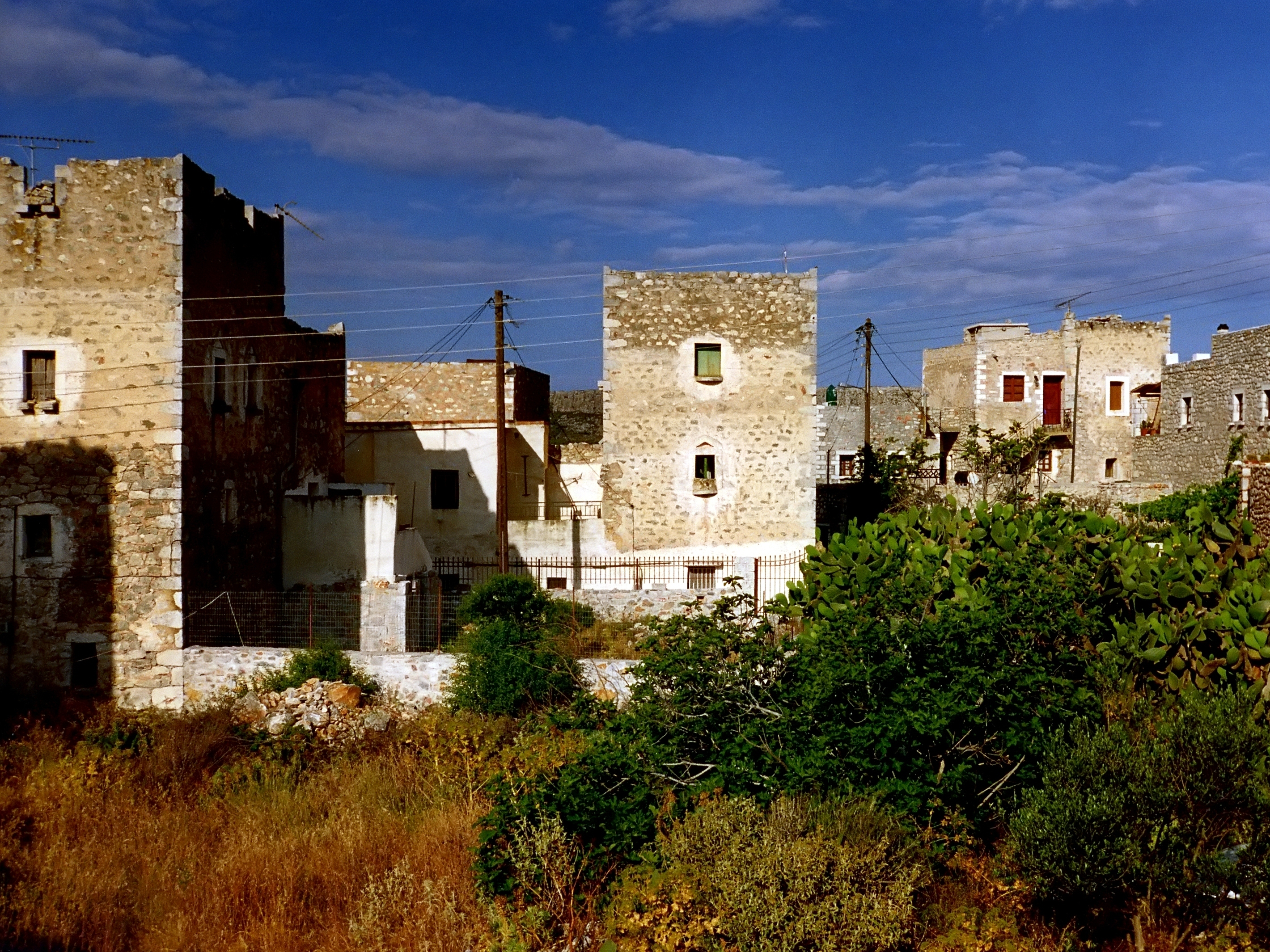
Wohntürme in einem Dorf in Anatoliki Mani

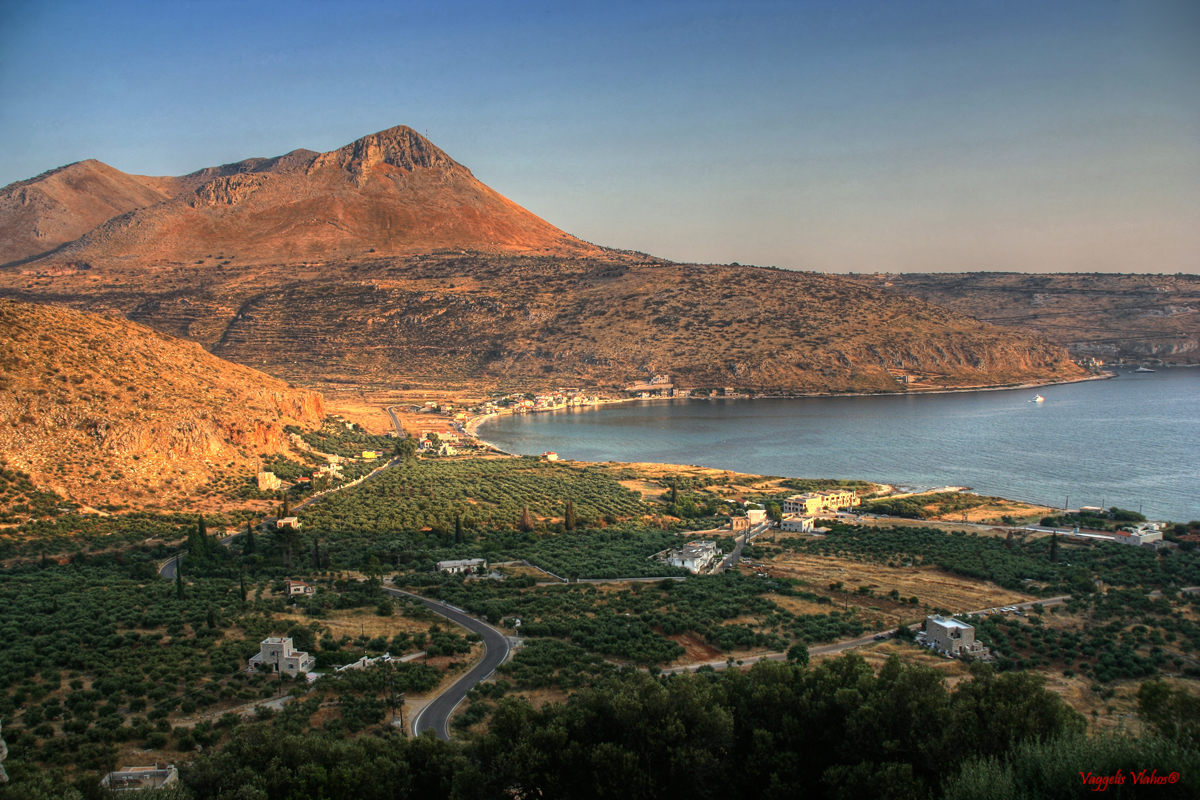
Bucht von Neo Oitylo

Die Mani galt bis ins 20. Jahrhundert wegen ihrer Unwegsamkeit als Rückzugsgebiet für viele Menschen auf der Flucht vor Eroberern und aus dem gleichen Grund auch als ein Refugium für Piraten. Durch die besondere Topographie war die Mani nach diesem Mythos ein Landstrich fast frei von staatlichen Eingriffen. Sie habe daher einen besonderen Menschenschlag mit eigener Kulturform hervorgebracht. Dabei durchzogen unter anderem Dorer, Spartaner, Slawen (namentlich die Melinger), Franken, Venezianer und Türken die Mani. Von ihren Baulichkeiten ist nicht mehr viel zu sehen. Trotz der „Besatzungsmächte“ blieben die Maniaten demnach frei, unberechenbar, aber auch untereinander zerstritten, was sich in den teils sehr hohen Wehr- und Wohntürmen ausdrückt.
Dieser Mythos wird dadurch erschüttert, dass Sparta die Region im 8. Jahrhundert v. Chr. absorbierte, Eroberungszüge makedonischer und böotischer Feldherren 338 und 370 v. Chr. stattfanden, dass die fränkische Eroberung 1248 zum Abschluss kam, als Passavá und Kelephá errichtet wurden, dann die osmanischen Eroberungen der Zeit um 1500 und im Jahr 1715, aber auch 1770, als Russland dort eine Rebellion animierte, die von Konstantinopel unterdrückt wurde.

### Osmanen
Anfang des 17. Jahrhunderts lassen sich 61 Siedlungen identifizieren, die in einer Quelle aufgeführt werden, 24 weitere Namen lassen sich nicht zuordnen. Um 1830 bestanden in der Mani 129 Siedlungen, wobei diese starke Zunahme wohl vor allem im 18. Jahrhundert stattgefunden hatte. Dabei spielten die anfangs isolierten Türme der Clans eine erhebliche Rolle. Zwischen 1618 und 1700 nahm die Bevölkerung um 1000 Einwohner zu, bis 1830 kamen weitere 3000 Einwohner hinzu. Wie genetische Untersuchungen nahelegen, wuchs die Bevölkerung in der venezianischen Periode zwischen 1687 und 1715 vor allem durch Zuwanderung von Sizilien, aber auch aus anderen Gebieten Italiens. Clans, wie die Grigoraki, übten dabei spätestens in der zweiten Hälfte des 18. Jahrhunderts die lokale Macht aus. Dieser Clanmacht diente der Bau von isolierten Türmen und ganzen Siedlungen. Flüchtlingslager, die während der ägyptischen Operationen in Griechenland entstanden, führten zu keinen dauerhaften Ansiedlungen. Die angeblich seit jeher existierenden Vendettas lassen sich frühestens ab 1701 fassen. Sie hängen mit dem Verfall der übergeordneten Institutionen zusammen, der aber wohl erst im späteren 18. Jahrhundert vonstattenging. Zunächst übernahmen kirchliche Gerichte die lokale Entscheidungsgewalt. In keinem Fall wurde die Mani zu einem Refugium für Flüchtlinge, wie vielfach in der älteren Literatur behauptet.
Gerade in diesem Landstrich wurde die griechische Befreiung von der Herrschaft des Osmanischen Reiches begonnen. Die Vertreibung der wenigen „Türken“ in der Mani, im Osmanenreich wohl nicht-albanische Muslime, dürfte eine gewisse Landmenge in die Hände der lokal führenden Clans gebracht haben.

## Kultur

### Mirologia
Einen festen Bestandteil der maniatischen Kultur bildeten die traditionellen Totengesänge, die Mirologia. Diese wurden nach dem Ableben von Familienmitgliedern oder nahestehenden Personen im Kreise der Trauernden vorgetragen. Oftmals ließen die Interpreten dabei das gesamte Leben des Verstorbenen noch einmal Revue passieren und sangen sich dabei in tranceartige Zustände. Meistens trugen Frauen diese Totenklage vor.
Die Mirologia sind das vielleicht Bekannte, was die Maniaten neben eigener Kirchen- und Wehrturmarchitektur an Volkskultur hervorgebracht haben. Aufnahmen von traditionell vorgetragenen Myrologia gibt es nur sehr wenige. Eine der wenigen bekannten Interpreten ist die ursprünglich aus der Mani stammende Diamanda Galás. In ihrem Medley Tragoudia apo to aima exoun fonos sind die traditionellen Totengesänge zu hören, vermischt mit antiken Einflüssen.
Durch die starke Auswanderung auf der Mani findet jedoch so gut wie kein kultureller Austausch der Generationen mehr statt, sodass diese Tradition über kurz oder lang verschwinden wird.

### Blutrache

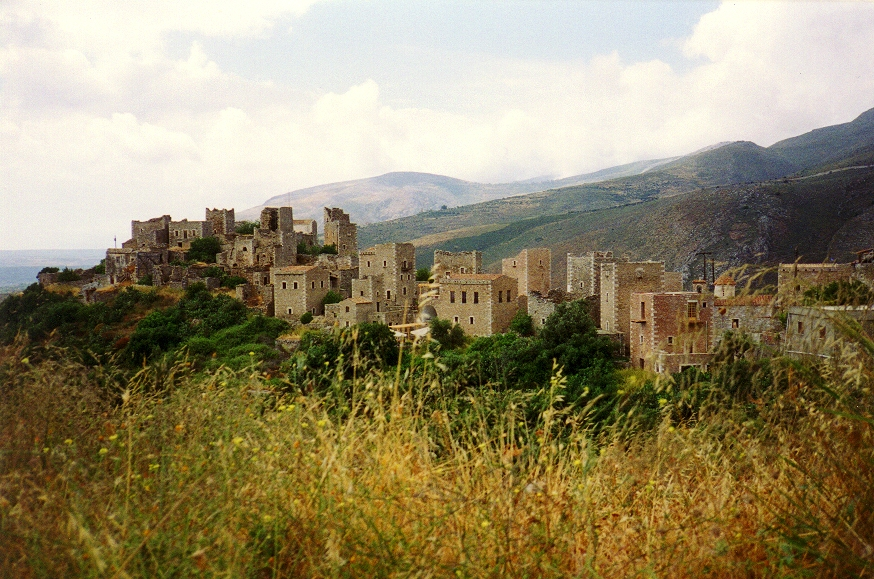
Das Dorf Vathia im Süden der Mani

Jahrhundertelang wurde die Mani von Morden und Blutrachefehden durchzogen. Dabei ging es meistens um Land- und Einflussgewinn. Oftmals wurde aber auch persönlicher Zwist zwischen verfeindeten Familienclans durch die Vendetta gelöst.
Das Ziel der Fehde bestand darin, so viele Mitglieder des feindlichen Clans umzubringen wie möglich. Frauen und Kinder durften nicht erschossen werden, dienten jedoch als Nachschublieferanten für Munition und Verpflegung. Die Männer verschanzten sich in den hohen Wohn- und Wehrtürmen, aus denen sie mit Hilfe von Pistolen, Gewehren und Kanonen versuchten, ihre Feinde zu bekämpfen. Benötigte eine Seite eine sog. Treva (Waffenruhe, ein Überbleibsel der mittelalterlichen, ursprünglich westeuropäischen feudalen Fehdewesens, von lateinisch Treuga, frz. Trêve), z. B. für Beerdigungen oder die Ernte, so wurde eine Feuerpause ausgehandelt. Die Fehden endeten erst dann, wenn der feindliche Clan ausgelöscht war oder die Stadt verlassen hatte.
Die größte Treva wurde 1821 auf der gesamten Mani ausgerufen. Damals zog Petros Mavromichalis mit den vereinigten Clans der Mani in den Krieg gegen die Türken.
Durchschnittlich brachten es manche Clans auf bis zu 500 bewaffnete Männer, welche von ihren Müttern nicht Sohn, sondern Oplo (gr. Gewehr) genannt wurden. Die nachweislich längste Fehde fand in Vathia zwischen vier Familien statt. Sie dauerte über 40 Jahre und forderte mehr als 200 Opfer.

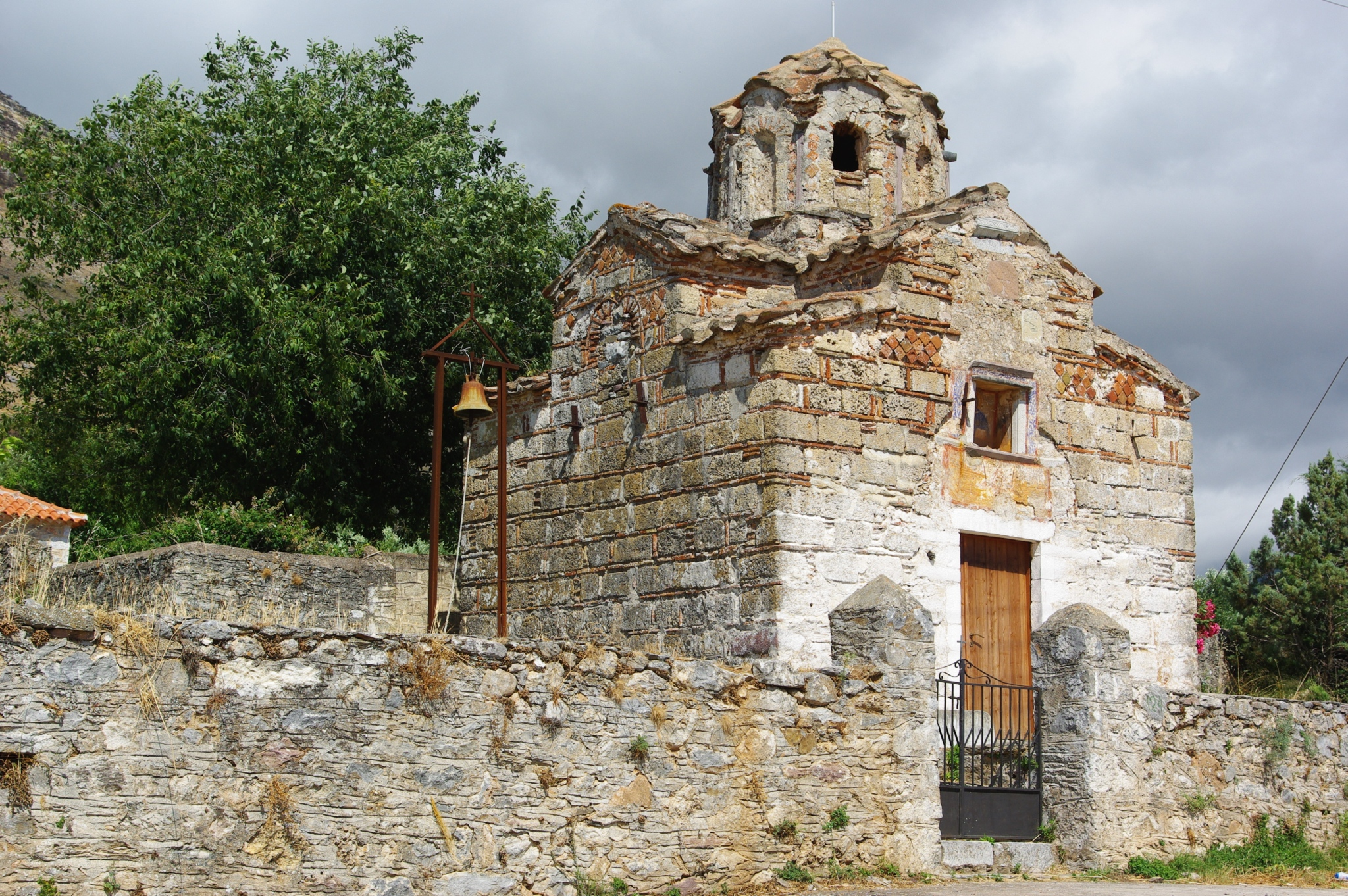
Kapelle Metamorphosis Sotiras in Nomitsi, ein typisches Kirchlein auf der Mani

Sogar die Osterbräuche in der Mani sind tief mit Blutrache und Rebellion verknüpft. Der Sage nach ermordeten die Osmanen in der Karwoche 1780 ein Oberhaupt eines maniatischen Clans. Die Totenklage seiner Mutter galt nicht der Trauer oder dem Verlust, sondern lediglich der Blutrache: „… ich will keine Kränze in die Schürze oder rote Eier in den Korb, nur Gerechtigkeit für meinen Sohn, den Anführer der Manioten … erstecht alle Türken und verbrennt ihre Burg“. Und so geschah es, am Ostersonntag 1780 wurden die Osmanen in einem Gemetzel vertrieben.

### Tänze
In der Region entstanden zwei Volkstänze: der Palio Maniatiko (Alter Maniatischer), der auf antiken Tanzvorlagen basiert, und der moderne Maniatiko, eine Weiterentwicklung des Palio Maniatiko, der auch vereinzelte Schrittfolgen des Kalamatianos beinhaltet. Beide Tänze pflegt man bis heute nur in der Mani.

## Tourismus
Wichtige touristische Orte sind das unterhalb von Areopoli gelegene Itylo und das etwas nördlich gelegene Stoupa. Die Tropfsteinhöhle bei Pyrgos Dirou, die per Boot befahren werden kann, sowie das Dorf Vathia mit zwölf gut restaurierten Wohntürmen gehören zu den Hauptsehenswürdigkeiten. Einer der ältesten Orte der Mani könnte Kardamili sein, das schon in der Ilias erwähnt wird.

### Flora und Fauna
- P. Gourdomichalis, Georgios Efthimiou, Vassilis Detsis: Survey of the Evolution of human impact on the natural environment and landscape aof a protected area. The case of southern Mani (GR2540008), Greece, in: Ecology & Safety 10 (2016) 273–282.

### Geschichte
- Jon van Leuven: The Phantom Baronies of the Western Mani, in: James G. Schryver (Hrsg.): Studies in the Archaeology of the Medieval Mediterranean, Brill, Leiden/Boston 2010, S. 41–69 (kritisiert die voreilige Identifizierung antiker Stätten mit mittelalterlichen ähnlicher Namen, der daran hängenden Deutung der Slawen auf der Mani usw.).
- Peter Hartleb: Die messenische Mani. Eine Studie zum Wandel in der Peripherie Griechenlands,  Dietrich Reimer, Berlin 1989 (eine der ersten anthropogeographischen Studien zur Exo Mani, v. a. am Beispiel von Proastion mit den Nebenorten Lakkos und Neon Proastion).

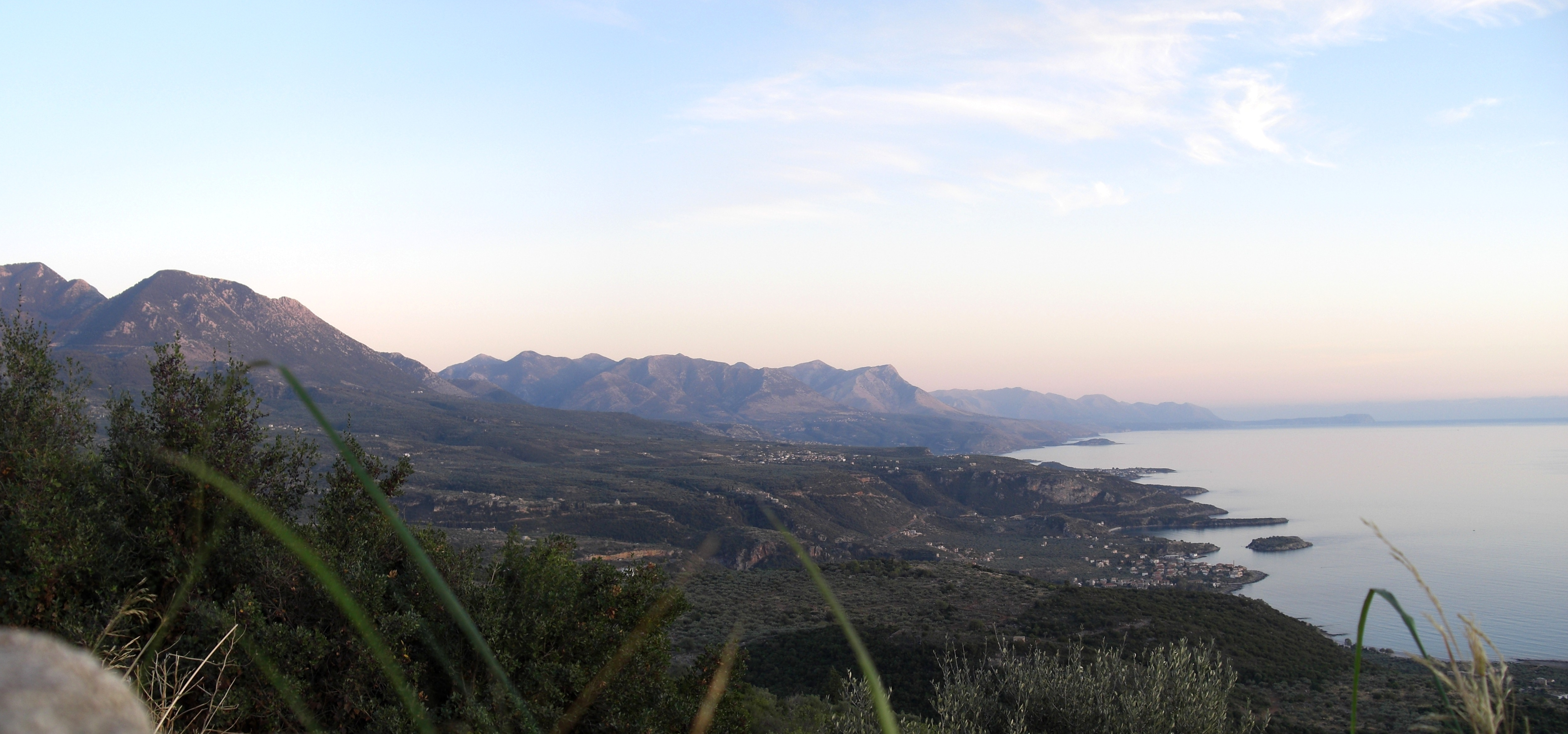
Blick über Kardamili auf die südliche Mani-Halbinsel

- C. Nadia Seremetakis: The Last Word. Women, Death, and Divination in Inner Mani, University of Chicago Press, Chicago 1991, ISBN 0-226-74876-6.
- Norbert Schindler: Die Piraten der Mani, in: Historische Anthropologie. Kultur, Gesellschaft, Alltag 27 (2019) 192–224.
- Sophia Germanidou: Revisiting the "Goods of Kisterna" in Mani, Southern Peloponnese. A complicated yet captivating storyline, in: Science Journal of Volgograd State University 28 (2023) 212–239. (academia.edu)
- J. M. Wagstaff: Settlement in the Mani Peninsula. A Study in Historical Geography, PhD, University of Southampton, 1974 (Siedlungsgeographie von etwa 3000 v. Chr. bis 1830. online, PDF)

### Reiseführer, Reisebeschreibungen
- Patrick Leigh Fermor: Mani. Reisen auf dem südlichen Peloponnes |Originaltitel: Mani. Travels in the Southern Peloponnese, John Murray, London 1958;[25] übersetzt von Manfred und Gabriele Allié, Dörlemann, Zürich 2011.[26]
- Peter Greenhalgh, Edward Eliopoulos: Mani. Reise zur Südspitze Griechenlands, Prestel, 1988.